# Richard Scholz (Historiker)
Richard Scholz (* 9. Januar 1872 in Dresden; † 6. Februar 1946 in Leipzig) war ein deutscher Historiker.

## Leben
Richard Scholz war der Sohn des Kaufmanns Raimund Franz Josef Scholz und seiner Frau Marie Luise, geb. Gräfe. Er besuchte die Dresdner Kreuzschule und studierte anschließend Geschichte, Geographie und Deutsche Philologie in Leipzig, wo er 1897 das Staatsexamen für das höhere Lehramt ablegte. Scholz wurde 1896 in Geschichte an der Universität Leipzig promoviert mit der Arbeit Beiträge zur Geschichte der finanziellen Hoheitsrechte des deutschen Königs zur Zeit der ersten Staufer (1138–1197). 1902 folgte die Habilitation für Geschichte in Leipzig mit der Arbeit Aegidius in Rom. Von 1902 bis 1908 lehrte er als Privatdozent für Geschichte in Leipzig, 1908 bis 1937 war er ordentlicher Professor für Mittlere und Neuere Geschichte an der Universität Leipzig. Im November 1933 unterzeichnete er das Bekenntnis der Professoren an den deutschen Universitäten und Hochschulen zu Adolf Hitler.
Die spätmittelalterliche Publizistik in Form von politischen und kirchenpolitischen Streitschriften stand im Mittelpunkt seiner Forschungen. Er untersuchte Werke des Aegidius Romanus, des Marsilius von Padua oder Wilhelms von Ockham. Für die Monumenta Germaniae Historica veröffentlichte er den Defensor Pacis des Marsilius von Padua (1933) und den Planctus ecclesiae in Germaniam des Konrad von Megenberg (1941).

## Schriften (Auswahl)
- (mit Theodor Bitterauf und Rudolf Häpke) Handbuch der Staatengeschichte. Abt. 1., Europa; Abschn. 5, 6., Frankreich, Niederlande-Belgien, Berlin 1922.
- Beiträge zur Geschichte der Hoheitsrechte der deutschen Könige zur Zeit der ersten Staufer, 1896.
- Die Publizistik zur Zeit Philipps des Schönen und Bonifaz' des VIII., Stuttgart 1903.
- Wilhelm von Ockham als politischer Denker und sein Breviloquium de principatu tyrannico, Leipzig 1944.